# Сили (тауншип, Миннесота)
Сили (англ. Seely) — тауншип в округе Фэрибо, Миннесота, США. На 2000 год его население составило 210 человек.

## География
По данным Бюро переписи населения США площадь тауншипа составляет 93,4 км², из которых 93,4 км² занимает суша, водоёмов нет.

## Демография
По данным переписи населения 2000 года здесь находились 210 человек, 84 домохозяйства и 63 семьи.  Плотность населения —  2,2 чел./км².  На территории тауншипа расположено 92 постройки со средней плотностью 1,0 построек на один квадратный километр. Расовый состав населения: 94,29 % белых, 2,38 % афроамериканцев, 0,48 % азиатов, 0,48 % — других рас США и 2,38 % приходится на две или более других рас. Испанцы или латиноамериканцы любой расы составляли 1,43 % от популяции тауншипа.
Из 84 домохозяйств в 23,8 % воспитывались дети до 18 лет, в 69,0 % проживали супружеские пары, в 6,0 % проживали незамужние женщины и в 25,0 % домохозяйств проживали несемейные люди. 25,0 % домохозяйств состояли из одного человека, при том 10,7 % из — одиноких пожилых людей старше 65 лет. Средний размер домохозяйства — 2,50, а семьи — 2,98 человека.
24,3 % населения — младше 18 лет, 4,3 % — в возрасте от 18 до 24 лет, 18,1 % — от 25 до 44, 31,0 % — от 45 до 64, и 22,4 % м старше 65 лет. Средний возраст — 47 лет. На каждые 100 женщин приходилось 101,9 мужчин.  На каждые 100 женщин старше 18 приходилось 103,8 мужчин.
Средний годовой доход домохозяйства составлял 31 250 долларов, а средний годовой доход семьи —  36 500 долларов. Средний доход мужчин —  20 750  долларов, в то время как у женщин — 38 750. Доход на душу населения составил 19 555 долларов. За чертой бедности не находилась ни одна семья и 1,1 % всего населения тауншипа.